# Green Manor
Green Manor est une série de bande dessinée franco-belge dessinée par Denis Bodart et scénarisée par Fabien Vehlmann, publiée chez Dupuis à partir de 2001.

## Synopsis
L'action se déroule autour du gentlemen's club éponyme, le Green Manor's club. Là, dans l'atmosphère distinguée et « so British » de l'ère victorienne, les membres du club s'occupent en résolvant des énigmes policières toujours alambiquées. Chaque album se compose d'une série d'histoires sans lien entre elles.

## Présentation
Le récit est à trois niveaux de profondeur :
1. Au début de chaque album, un des personnages récurrents de la série, l'ancien majordome aujourd'hui incarcéré à la maison des fous, commence à raconter les histoires au médecin-en-chef. En effet, ce majordome a connu toutes les histoires sordides du club. Il se considère lui-même comme étant le club (raison probable de son incarcération en hôpital psychiatrique).
2. Dans nombre d'histoires, l'action débute dans le Green Manor’s Club, mais très vite un adhérent commence à raconter une histoire.
3. Cette histoire est elle-même le cadre de la majorité du récit.

Cette série combine :
- la saveur de l'Angleterre victorienne ;
- la sophistication des romans d'Agatha Christie ou Conan Doyle (ce dernier est même un personnage important d'une histoire du premier tome) ;
- beaucoup d'humour noir.

## Albums
- 1. Assassins et gentlemen[1], Dupuis, Humour Libre,  (ISBN 2-8001-3137-3), janvier 2001
Scénario : Denis Bodart[? ref.] - Dessin : Fabien Vehlmann[? ref.] - Couleurs : Scarlett
- 2. De l'inconvénient d'être mort, Dupuis, Humour Libre,  (ISBN 2-8001-3233-7), février 2002
Scénario : Denis Bodart - Dessin : Fabien Vehlmann - Couleurs : Scarlett
- 3. Fantaisies meurtrières, Dupuis, Expresso,  (ISBN 2-8001-3598-0), avril 2005
Scénario : Denis Bodart - Dessin : Fabien Vehlmann - Couleurs : Denis Bodart, Scarlett, Étienne Simon
- Intégrale Green Manor - Seize charmantes historiettes criminelles, Dupuis, Patrimoine,  (ISBN 978-2-8001-4770-3), novembre 2010
Scénario : Denis Bodart - Dessin : Fabien Vehlmann

## Réception
Le premier tome est sélectionné pour le prix du scénario au Festival d'Angoulême 2002.